# Szyszliwci
Szyszliwci (ukr. Шишлівці) – wieś na Ukrainie w rejonie użhorodzkim obwodu zakarpackiego.